# Новоспаський район
Новоспаський район (рос. Новоспасский район) — адміністративно-територіальна одиниця (район) та муніципальне утворення (муніципальний район) у південно-східній частині Ульяновської області Росії.
Адміністративний центр — смт Новоспаське.

## Історія
Новоспаський район був утворений у 1928 році у складі Сизранського округу Середньо-Волзької області.

## Населення
| 1939    | 1989    | 2002    | 2009    | 2010    | 2011    | 2012    |
| ------- | ------- | ------- | ------- | ------- | ------- | ------- |
| 35 171  | ↘22 734 | ↗23 852 | ↘22 833 | ↘22 478 | ↘22 402 | ↘22 168 |
| 2013    | 2014    | 2015    | 2016    | 2017    | 2018    | 2019    |
| ↘21 919 | ↘21 678 | ↘21 521 | ↘21 438 | ↘21 282 | ↘21 155 | ↘21 017 |
| 2020    | 2021    |         |         |         |         |         |
| ↘20 863 | ↘20 616 |         |         |         |         |         |